# Нгалалекумтва, Тарцизий
Тарцизий Нгалалекумтва (Tarcisius Ngalalekumtwa, 13 июня 1942 года, Банавану, Танзания) — католический прелат, четвёртый епископ Иринги с 21 ноября 1992 года.

## Биография
Родился в 1948 году в селении Банавану, Танзания. 17 апреля 1973 года был рукоположён в священники для служения в епархии Иринги.
14 ноября 1988 года римский папа Иоанн Павел II назначил его вспомогательным епископом епархии Сумбаванги. 6 января 1989 года в соборе Святого Петра состоялось его рукоположение в епископы, которое совершил римский папа Иоанн Павел II в сослужении c заместителем Государственного секретаря Святого Престола архиепископом Эдуардом Идрисом Кассиди и секретарём Конгрегации евангелизации народов Хосе Томасом Санчесом.
21 ноября 1992 года римский папа Иоанн Павел II назначил его епископом Иринги.
С 15 мая 2013 года по 18 мая 2014 года — апостольский администратор архиепархии Сонгеа. 
С 2012 по 2018 года — Генеральный секретарь Конференции католических епископов Танзании. Будучи генеральным секретарём Конференции католических епископов Танзании обратился к танзанийскому правительству о растущей угрозе воинствующего исламизма и призвал правительство действовать более решительно против насилия и запугивания танзанийских христиан.